# جنت بولدن
جنت بولدن (انگلیسی: Jeanette Bolden؛ زادهٔ ۲۶ ژانویهٔ ۱۹۶۰)  دونده اهل ایالات متحده آمریکا بود.